# George Ferris
George Washington Gale Ferris Jr. (14 de fevereiro de 1859 - 22 de novembro de 1896) foi um engenheiro civil americano.  Ele é conhecido principalmente por criar a roda-gigante (Ferris Wheel) original para a Exposição Universal de 1893 em Chicago.

## Primeiros anos
Ferris nasceu em 14 de fevereiro de 1859, em Galesburg, Illinois , a cidade fundada por seu homônimo, George Washington Gale. Seus pais eram George Washington Gale Ferris Sr. e Martha Edgerton Hyde.  Ele tinha um irmão mais velho chamado Frederick Hyde, nascido em 1843. Em 1864, cinco anos depois do nascimento de Ferris, sua família vendeu sua fazenda e mudou-se para Nevada. Por dois anos, eles moraram em Carson Valley.
De 1868 a 1890, seu pai, George Washington Gale Ferris Sr., foi proprietário da Sears-Ferris House, em 311 W. Third, Carson City, Nevada. Originalmente construído em 1863 por Gregory A. Sears, um empresário pioneiro da Carson City, a casa foi adicionada ao Registro Nacional de Lugares Históricos de Carson City em 9 de fevereiro de 1979.

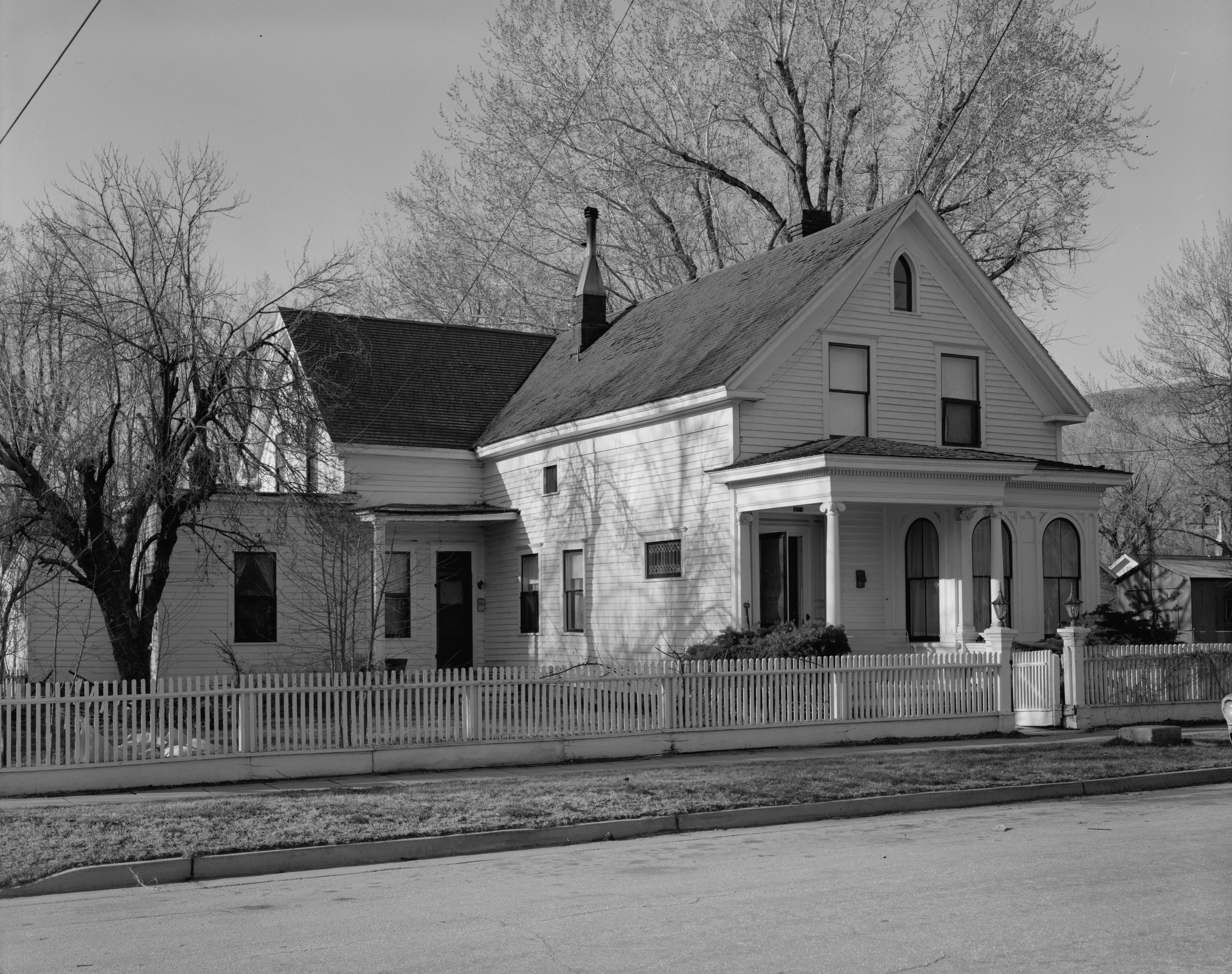
Casa Sears Ferris, Carson City

Ferris Senior era um agricultor/horticultor, notável no desenvolvimento de Carson City por grande parte do paisagismo da cidade durante a década de 1870, e por importar um grande número de árvores do leste que foram plantadas em toda a cidade.
Ferris deixou Nevada em 1875 para frequentar a Academia Militar da Califórnia em Oakland, onde se graduou em 1876. Ele se formou no Rensselaer Polytechnic Institute em Troy, Nova York, na classe de 1881 com uma licenciatura em Engenharia Civil.  Na RPI foi membro fundador do capítulo local da Fraternidade Chi Phi e um membro da Sociedade de Engenheiros Rensselaer.  Tornou-se  membro do Rensselaer Polytechnic Institute Alumni Hall of Fame em 1998.

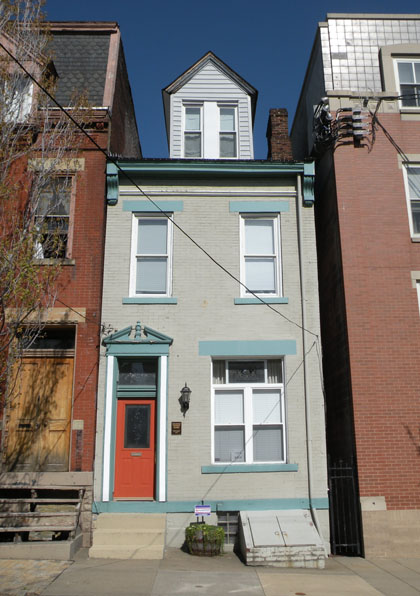
Ferris House, Pittsburgh

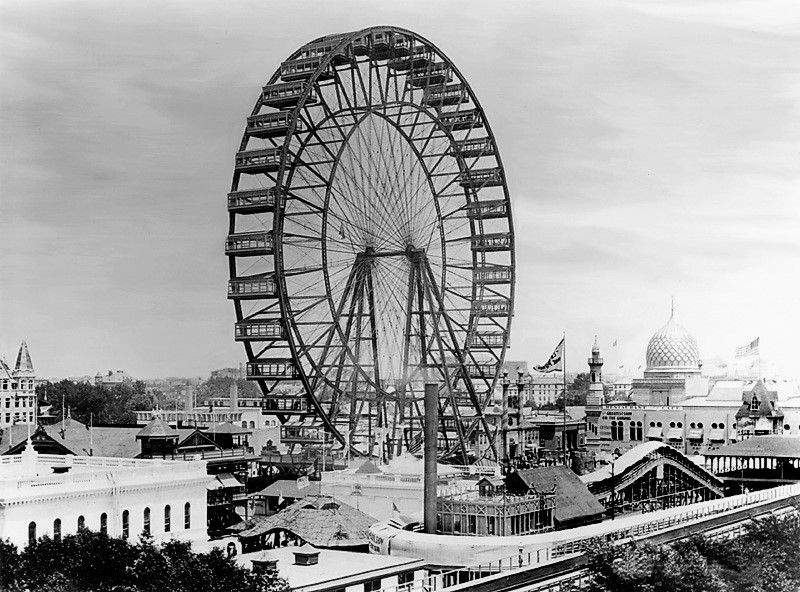
A Ferris Wheel original de 1893 em Chicago

Ferris começou sua carreira na indústria ferroviária e estava interessado em construir pontes.  Ele fundou uma empresa, a GWG Ferris & Co. em Pittsburgh, Pensilvânia, para testar e inspecionar metais para ferrovias e construtores de pontes.
Ferris House, sua casa em 1318 Arch Street, Northside Central, foi adicionada à lista de Estruturas Históricas Designadas da Cidade de Pittsburgh em 28 de junho de 2001.

## Roda gigante
A notícia da Exposição Mundial de Columbia, a ser realizada em 1893, em Chicago, Illinois, atraiu Ferris para a cidade.  Em 1891, os diretores da Exposição Mundial de Columbia lançaram um desafio aos engenheiros americanos para conceber um monumento para a feira que superasse a Torre Eiffel, a grande estrutura da Exposição Internacional de Paris de 1889.  Os planejadores queriam algo "original, ousado e único".  Ferris respondeu com uma proposta de roda a partir da qual os visitantes seriam capazes de ver toda a exposição, uma roda que seria "mais Eiffel que Eiffel".  Os planejadores temiam que seu projeto de uma roda giratória sobre os terrenos não pudesse ser seguro.
Ferris persistiu.  Ele retornou em algumas semanas com vários endossos respeitáveis de engenheiros estabelecidos, e o comitê concordou em permitir que a construção começasse. O mais convincente é que ele recrutou vários investidores locais para cobrir o custo de construção de US $ 400.000. A comissão de planejamento da Exposição esperava que os ingressos  da  Ferris Wheel  tirassem a feira da dívida e, por fim, a tornassem lucrativa.
A Ferris Wheel tinha 36 carros, cada um equipado com 40 cadeiras giratórias e capacidade para acomodar até 60 pessoas, totalizando uma capacidade total de 2.160.  Quando a feira abriu, transportou cerca de 38.000 passageiros por dia, levando 20 minutos para completar duas revoluções, a primeira envolvendo seis paradas para permitir que os passageiros saíssem e entrassem e a segunda para uma rotação sem paradas de nove minutos, pela qual o portador pagou 50 centavos.  Ela transportou 2,5 milhões de passageiros antes de ser finalmente demolida em 1906.
Depois que a feira fechou, Ferris afirmou que a gerência da exposição havia roubado a ele e seus investidores a parte do lucro de quase US $ 750 mil que sua roda trouxe.  Ele passou os dois anos seguintes em litígios.

## Morte
Ferris Sr. morreu em 1895, seguido logo depois pelo próprio Ferris Jr., em 22 de novembro de 1896 no Mercy Hospital, em Pittsburgh, Pensilvânia, de febre tifoide.  Suas cinzas permaneceram em um crematório de Pittsburgh por mais de um ano, esperando que alguém tomasse posse delas.

## Memoriam
O Google homenageou George Ferris em 14 de fevereiro de 2013, seu aniversário de 154 anos, com um doodle interativo em sua primeira página.